# Región de Menabe
Menabe es una región en el oeste de Madagascar. Se llama así por el reino Sakalava de Menabe en el siglo XVIII. La capital es Morondava. La población de la región se estima en alrededor de 390 800 habitantes en 2004 y tiene una superficie de 46 121 km².

## Historia
Menabe es la parte sur del territorio Sakalava. La tradición sostiene que fue fundada por Adriamandazoala (reinó c1540 - 1560). Su territorio se incrementó con el legendario Andriandahifotsy (c1610 - 1685). Por lo tanto, se convirtió en el reino más fuerte en Madagascar hasta mediados del siglo XVIII. Entre sus más famosos gobernantes se encuentra Ranaimo o Andriandrainarivo (gobernó en 1718-1727), quien es conocido a través de las memorias de los europeos como Robert Drury, James Cook, Barnvelt (1719), Valentyn (1726). Aunque apuesto e imponente que era paralítico.
Radama I llevaría a cabo tres campañas que asola el reino de Menabe en 1820, en 1821 y finalmente en 1822. Por último, Ramitraho rey de Menabe en ese momento, pidió la paz, dando a su hija Rasalimo a Radama como su esposa. Pero la paz no seguiría hasta Rasalimo ofreció otro tratado de paz en 1827. Desafortunadamente Radama murió antes de las negociaciones terminaran.
Eventualmente los Merinas conquistaron y subyugaron a los territorios del sur de Menabe en 1834 justo después de la muerte de Ramitraho. La guerra constante culminó con una victoria Merina en 1846. La reina Ranavalona I entonces guarnecia las principales ciudades Menabes y envió a los agricultores a colonizar la zona. Gobernantes Menabes les permitieron mantener su autoridad, pero bajo el gobernador local de Merina. El norte Menabe escapó en gran medida a la autoridad Merina y permaneció independiente a pesar de que ya no representaban ninguna amenaza para la monarquía en Antananarivo.
Durante la invasión francesa de Madagascar los reyes Menabe unieron sus fuerzas. El 14 de agosto de 1897 y el 30 de agosto de 1897 los 100 jefes Menabes con 10.000 guerreros armados con rifles chocan con las tropas francesas en Anosimena y Ambiky. El Rey Toera fue asesinado junto con sus dos generales y muchos de sus nobles. Pero Menabe no fue pacificada hasta el año 1900.
Entonces Menabe se incorporó en la provincia de Toliara bajo la colonización francesa, que terminó en 1960. En 2004 se convirtió en una Región.

## Geografía
La región Menabe tradicionalmente se encuentra entre el río Mangoky y río Manambolo. Está conectada con el interior del país por la Carretera Nacional 35 de Ivato.
La Reserva Ambohijanahary y Parque nacional de Kirindy Mitea se encuentran en esta región.

## Administración
La región se divide en cinco distritos (población en julio de 2014):
- Distrito de Belo sur Tsiribihina 127,502
- Distrito de Mahabo 145,375
- Distrito de Manja 77,214
- Distrito de Miandrivazo 134,336
- Distrito de Morondava 123,740